# Korosz dwubarwny
Korosz dwubarwny (Corticeus bicolor) – gatunek chrząszcza z rodziny czarnuchowatych i podrodziny Diaperinae. Zamieszkuje Europę, zachodnią Afrykę Północną, Zakaukazie oraz Azję Północną i Środkową.

## Taksonomia
Gatunek ten opisał po raz pierwszy Guillaume-Antoine Olivier w 1790 roku pod nazwą Ips bicolor.

## Morfologia
Chrząszcz o mocno wydłużonym, walcowatym ciele długości od 3,5 do 4 mm.
Poprzeczną, rdzawoczerwoną do brunatnej głowę regularnie pokrywają drobne punkty oddalone na dystanse równe średnicom. Ma ona prawie dwukrotnie szersze niż dłuższe, na przedzie wykrojone oczy.
Przedplecze jest prawie tak szerokie jak długie, kwadratowawe, najszersze pośrodku lub nieco przed środkiem, ubarwione i punktowane tak jak głowa, o prostej krawędzi przedniej, zaokrąglonych kątach przednich, krawędziach bocznych widocznych przy patrzeniu od góry, a kątach tylnych wyraźnych, rozwartych i kanciastych. Pokrywy są trochę szersze od przedplecza, za środkiem nieco rozszerzone, o punktowaniu bezładnym, najsilniejszym przy tarczce i szwie, ku bokom spłyconym, a u wierzchołka zanikającym. Pokrywy zawsze są dwubarwne – w okolicy barkowej rdzawoczerwone do brunatnych, w pozostałych ⅔ czarne. Odnóża są krótkie, dość grube jak na przedstawiciela rodzaju.

## Ekologia i występowanie
Owad rozmieszczony od nizin po góry, z wyjątkiem ich wysokich partii. Zasiedla lasy liściaste i mieszane. Jest gatunkiem saproksylicznym, związanym z drzewami liściastymi, zwłaszcza z wiązami. Larwy są drapieżne i rozwijają się w korytarzach kornikowatych z rodzajów ogłodek i rozwiertek, w tym ogłodka brzozowca, ogłodka dębowca, ogłodka wiązowca, ogłodka wielorzędowego i rozwiertka większego. Osobniki dorosłe spotyka się także w chodnikach drwalniczka Saksena i nieparka pospolitego oraz poza żerowiskami kornikowatych – pod przegrzybiałą korą, w murszejącym drewnie, próchnowiskach i w owocnikach grzybów nadrzewnych. Postacie dorosłe aktywne są nocą, w Europie Środkowej od marca do października.
Gatunek palearktyczny. W Europie znany jest z Hiszpanii, Wielkiej Brytanii, Francji, Belgii, Holandii, Niemiec, Szwajcarii, Austrii, Włoch, Danii, Szwecji, Norwegii, Finlandii, Estonii, Łotwy, Litwy, Polski, Czech, Słowacji, Węgier, Białorusi, Ukrainy, Rumunii, Bułgarii, Chorwacji, Bośni i Hercegowiny, Albanii, Grecji oraz europejskiej części Rosji, w Afryce z Algierii, a w Azji z Armenii, syberyjskiej i dalekowschodniej części Rosji oraz Kazachstanu. Na północy starego kontynentu dociera do koła podbiegunowego, a nawet je przekracza.
W Polsce jest chrząszczem stosunkowo pospolitym i licznym. W Czechach owad ten był pospolity, ale współcześnie zanika z powodu utraty siedlisk. Na „Czerwonej liście gatunków zagrożonych Republiki Czeskiej” umieszczony został jako gatunek bliski zagrożenia wymarciem (NT).